# Martin Samuelsson
Pour les articles homonymes, voir Samuelsson.
Martin Samuelsson (né le 25 janvier 1982 à Upplands Väsby en Suède) est un joueur suédois de hockey sur glace professionnel qui évoluait en position d'ailier.

## Carrière en club
Formé au Hammarby IF, Martin Samuelsson a joué pour les différentes équipes juniors du club ainsi que celles du Malmö IF et du MODO Hockey. En 2000, il est choisi en première ronde du repêchage d'entrée dans la Ligue nationale de hockey par les Bruins de Boston, second choix de la franchise après celui de son compatriote Lars Jonsson. Il joue les deux saisons suivantes avec l'équipe première du Hammarby IF, alors en Allsvenskan, le second échelon suédois. En 2002, il rejoint les Bruins mais il évolue essentiellement avec leur équipe affiliée, les Bruins de Providence de la Ligue américaine de hockey. Après deux nouvelles saisons passées en LAH, il retourne en Suède où il joue pour le Linköpings HC en Elitserien. En 2007, il intègre l'effectif des Malmö Redhawks pour lesquels il joue une saison avant de mettre un terme à sa carrière.

## Statistiques
| Saison     | Équipe               | Ligue       |    | Saison régulière | Saison régulière | Saison régulière | Saison régulière | Saison régulière |   | Séries éliminatoires | Séries éliminatoires | Séries éliminatoires | Séries éliminatoires | Séries éliminatoires |
| Saison     | Équipe               | Ligue       | PJ | B                | A                | Pts              | Pun              | PJ               | B | A                    | Pts                  | Pun                  |                      |                      |
| 1996-1997  | Hammarby IF          | J20         | 6  | 1                | 1                | 2                |                  |                  |   |                      |                      |                      |                      |                      |
| 1997-1998  | Hammarby IF          | J20         | 20 | 13               | 12               | 25               |                  |                  |   |                      |                      |                      |                      |                      |
| 1997-1998  | Hammarby IF          | Allsvenskan | 2  | 0                | 0                | 0                | 0                |                  |   |                      |                      |                      |                      |                      |
| 1998-1999  | Malmö IF             | J20         | 31 | 18               | 13               | 31               | 10               |                  |   |                      |                      |                      |                      |                      |
| 1999-2000  | MODO Hockey          | J18         | 6  | 3                | 0                | 3                | 4                | 6                | 3 | 0                    | 3                    | 4                    |                      |                      |
| 1999-2000  | Malmö IF             | J20         | 19 | 9                | 8                | 17               | 18               | 2                | 1 | 0                    | 1                    | 2                    |                      |                      |
| 2000-2001  | Hammarby IF          | Allsvenskan | 24 | 13               | 4                | 17               | 8                | 5                | 0 | 0                    | 0                    | 2                    |                      |                      |
| 2000-2001  | Hammarby IF          | J20         | 1  | 0                | 1                | 1                | 0                |                  |   |                      |                      |                      |                      |                      |
| 2001-2002  | Hammarby IF          | Allsvenskan | 44 | 13               | 10               | 23               | 45               | 2                | 0 | 0                    | 0                    | 2                    |                      |                      |
| 2001-2002  | Hammarby IF          | J20         | 2  | 5                | 2                | 7                | 2                |                  |   |                      |                      |                      |                      |                      |
| 2002-2003  | Bruins de Boston     | LNH         | 8  | 0                | 1                | 1                | 2                |                  |   |                      |                      |                      |                      |                      |
| 2002-2003  | Bruins de Providence | LAH         | 64 | 24               | 15               | 39               | 34               | 4                | 0 | 0                    | 0                    | 0                    |                      |                      |
| 2003-2004  | Bruins de Boston     | LNH         | 6  | 0                | 0                | 0                | 0                |                  |   |                      |                      |                      |                      |                      |
| 2003-2004  | Bruins de Providence | LAH         | 56 | 1                | 9                | 10               | 15               | 1                | 0 | 0                    | 0                    | 0                    |                      |                      |
| 2004-2005  | Bruins de Providence | LAH         | 64 | 7                | 10               | 17               | 35               | 10               | 1 | 0                    | 1                    | 6                    |                      |                      |
| 2005-2006  | Linköpings HC        | Elitserien  | 44 | 3                | 4                | 7                | 45               | 8                | 0 | 0                    | 0                    | 29                   |                      |                      |
| 2006-2007  | Linköpings HC        | Elitserien  | 33 | 4                | 2                | 6                | 14               | 15               | 0 | 1                    | 1                    | 8                    |                      |                      |
| 2007-2008  | Malmö Redhawks       | Allsvenskan | 41 | 4                | 4                | 8                | 76               | 3                | 0 | 0                    | 0                    | 0                    |                      |                      |
| Totaux LNH | Totaux LNH           | Totaux LNH  | 14 | 0                | 1                | 1                | 2                |                  |   |                      |                      |                      |                      |                      |

## Carrière internationale
Martin Samuelsson a été un membre régulier des sélections juniors de Suède entre 1999 et 2002. Durant cette période, il remporte une médaille d'argent en 1999 puis une de bronze 2000 au championnat du monde des moins de 18 ans
| Année | Compétition                          |   | PJ | B | A | Pts | Pun       |  | Résultat |
| 1999  | Championnat du monde moins de 18 ans | 7 | 2  | 3 | 5 | 8   | Deuxième  |  |          |
| 2000  | Championnat du monde moins de 18 ans | 6 | 3  | 5 | 8 | 6   | Troisième |  |          |
| 2001  | Championnat du monde junior          | 7 | 3  | 0 | 3 | 2   | Quatrième |  |          |
| 2002  | Championnat du monde junior          | 7 | 1  | 1 | 2 | 4   | Sixième   |  |          |

## Titres et honneurs individuels
- TV-pucken
  - Champion du TV-pucken 1997 avec Stockholm A
  - Meilleur attaquant du TV-pucken 1997
- Championnat du monde moins de 18 ans de hockey sur glace
  - Vice-champion du monde 1999 avec l'équipe de Suède
  - Médaille de bronze au championnat du monde 2000 avec l'équipe de Suède
- Elitserien
  - Vice-champion de Suède 2007